# Taboret gazowy
Taboret gazowy – to niski, przenośny palnik służący do podgrzewania lub gotowania potraw.  Ułatwia przygotowywanie posiłków w dużych pojemnikach, takich jak garnki, ponieważ nie trzeba ich podnosić na dużą wysokość. Wśród modeli taboretów gazowych spotyka się głównie zasilane z butli gazowej i gazem ziemnym.